# Asymbolus rubiginosus
Asymbolus rubiginosus  (лат.) — один из видов рода австралийских пятнистых кошачьих акул (Asymbolus), семейство кошачьих акул (Scyliorhinidae).

## Ареал
Это эндемичный вид, обитающий на континентальном шельфе и склонах у юго-восточного побережья Австралии от острова Моретон (юго-восточный Квинсленд) до Порт-Артура (Тасмания), включая Новый Южный Уэльс и Викторию. Встречается на глубине от 25 до 540 м .

## Описание
Окрас бледно-коричневый с коричнево-оранжевыми пятнами, под глазами имеются размытые пятна. Хвостовой стебель тонкой и короткий. Голова и туловище широкие, основание анального плавника длинное.

## Биология
Достигает длины 54,9 см. У самцов половая зрелость наступает при достижении длины 34,4 см. Рацион состоит из головоногих, маленьких рыб и яиц других кошачьих акул. Австралийские пятнистые кошачьи акулы размножаются, откладывая яйца, у них имеется один яичник. Беременные самки встречаются в июле, августе и октябре.

## Взаимодействие с человеком
Не представляет коммерческой ценности. Довольно часто попадает в сети в качестве прилова. Международный союз охраны природы присвоил этому виду статус «Вызывающий наименьшие опасения».